# 非常事態宣言
非常事態宣言（ひじょうじたいせんげん）または緊急事態宣言（きんきゅうじたいせんげん）とは、自然災害、感染症のパンデミック、原子力事故などの災害や、戦争、テロ、内乱、騒乱など、健康・生命・財産・環境などに危険が差し迫っている緊急事態に際し、国・地方政府などが法令などに基づいて特殊な権限を発動する
ために、或いは、広く一般・公衆に注意を促すために、そのような事態を布告・宣言することである。
措置には、警察・軍隊の動員、公共財の徴発、緊急命令や法律に優越する政令の発布、憲法上の人権保障を停止し令状によらない逮捕・家宅捜索などの許容の他、報道や集会の自由など自由権の制限が有り得る。1930年代のドイツで政権を掌握したナチ党のアドルフ・ヒトラーはこれを悪用して「ドイツ国民と国家を保護するための大統領令」を出し、結果としてドイツ国はヒトラーによる独裁国家（ナチス・ドイツ）となった。日本やアイスランドなど一部の国では殆ど強制力のない要請などにとどめる例もある。
同様の事態において「国の立法、司法、行政という統治権の一部または全部を軍事に移管すること」を「戒厳」という。

## 名称について
文脈により異なる名称が使われる。法律・行政上の専門用語としては日本法における規定の文言が「緊急事態」「緊急事態宣言」に統一されている（#日本も参照）。また小説や映画等の作品やニュース等での一般的な用語としては「緊急事態」「緊急事態宣言」の他に「非常事態」「非常事態宣言」も使われる。

## 各国の法制

### 米国
アメリカ合衆国では、大統領が非常事態を宣言すること自体は珍しいことではなく、「外国からの脅威がある」として大統領の権限で資産凍結を行う際に宣言される（例えば、2018年11月には、反政府デモを武力で弾圧した中米ニカラグアの混乱をアメリカの安全保障上の脅威と見なし、治安や民主主義を損なう人物の資産を凍結するためにドナルド・トランプ大統領により宣言された）他、テロや感染症に対応するためにも宣言される。アメリカ合衆国では、1979年の対イランの資産凍結を含め、約30件の宣言が2019年2月現在で有効とアメリカのメディアで報じられている。

### 欧州

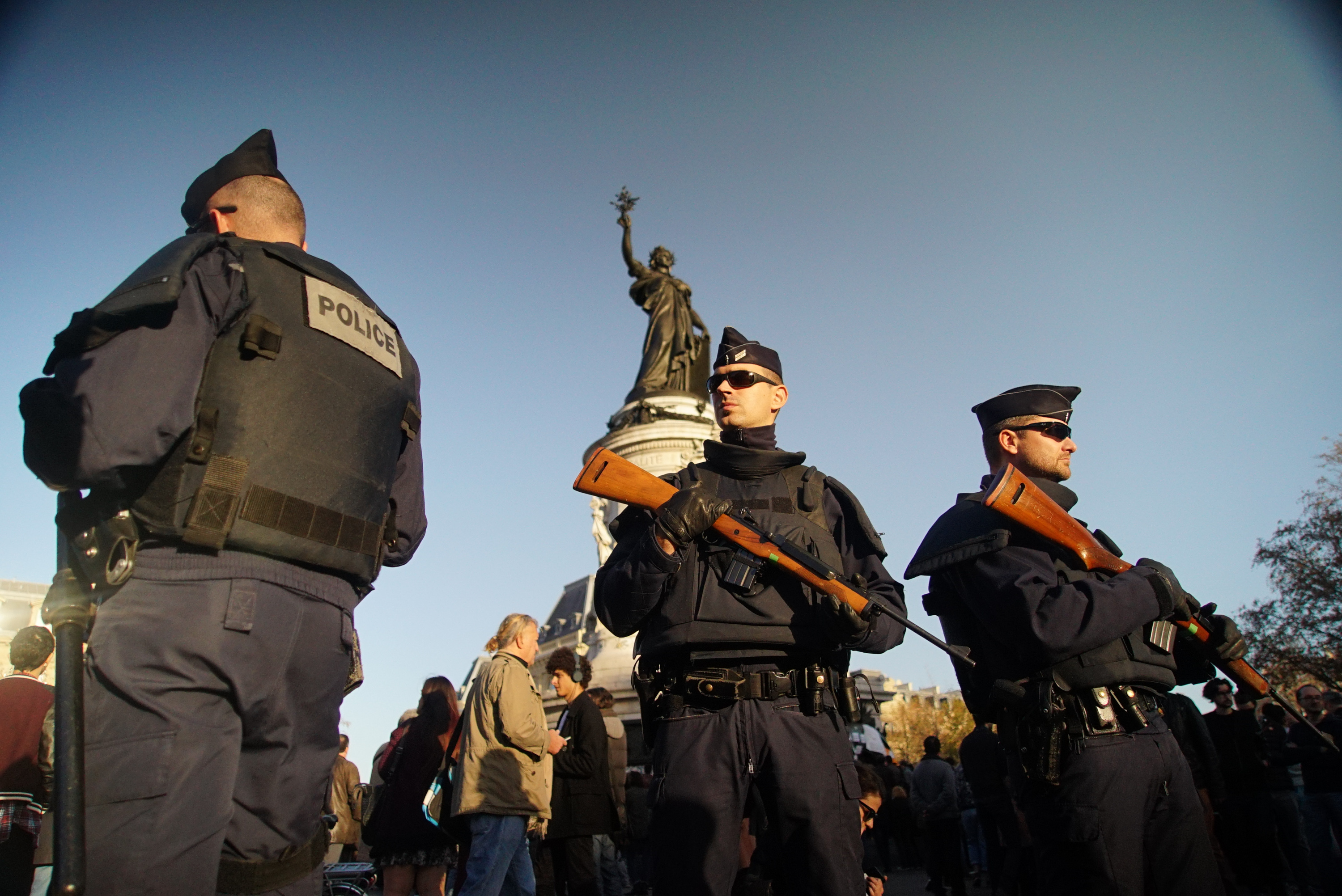
緊急事態宣言下のパリ（パリ同時多発テロ事件、2015年11月15日）

欧州社会憲章では、緊急事態において憲章規定から逸脱できる免責条項を定めている。
欧州人権条約の第15条も、緊急事態において条約規定から逸脱できる免責条項を定めている。ただしその場合においても、生存権の侵害、拷問や残虐な刑罰、強制労働、罪刑法定主義の否定は禁じている。

フランスでは2015年のパリ同時多発テロ事件でフランソワ・オランド大統領により発令され、2017年10月31日まで延長された。

### 日本
日本では、1954年（昭和29年）まで旧警察法第62条に基づいて「国家非常事態」を布告する権限が内閣総理大臣に与えられていたが、その後の法改正により、現警察法に基づく緊急事態の布告に改められた他、災害対策基本法に基づく災害緊急事態の布告、新型インフルエンザ等対策特別措置法に基づく新型インフルエンザ等緊急事態宣言（詳細は「緊急事態宣言及びまん延防止等重点措置」を参照）などがあり、いずれも内閣総理大臣が発令する。

## 国家非常事態宣言の一覧
ここでは、先述したようにほぼ同義である「緊急事態宣言」「非常事態令」等の名称の宣言についても記述する。

### 1940年代
- 1941年12月8日 - 太平洋戦争開戦（ 大日本帝国）
- 1948年4月24日 - 阪神教育事件（ 日本）

### 1960年代
- 1962年12月8日 - ブルネイ人民党の武装蜂起（ ブルネイ[注釈 1]）
- 1963年3月8日 - バアス党政権成立（ シリア）
- 1969年7月31日 - シンガポール人種暴動 (1969年) （ シンガポール） [5]

### 1970年代
- 1971年
  - 11月23日 - 第三次印パ戦争（ パキスタン）
  - 12月3日 - 同（ インド）
- 1975年6月26日 - 野党の抗議活動（ インド）

### 1980年代
- 1981年
  - 3月11日 - コソボ暴動（ ユーゴスラビア）
  - 11月6日 - サダト大統領暗殺事件（ エジプト）
- 1982年9月24日 - 日本国有鉄道の極度な経営悪化（ 日本）

### 1990年代
- 1992年1月11日 - アルジェリア内戦勃発（ アルジェリア）
- 1996年9月26日 - KB橋（現:日本・パラオ友好の橋）崩壊（ パラオ）
- 1999年9月25日 - 921大地震（ 中華民国）

### 2000年代
- 2000年 - マクドナルドのハローキティ商品の購入による混乱（ シンガポール）[6]
- 2001年
  - 9月11日 - 9.11同時多発テロ（ アメリカ）
  - 11月26日 - ネパール内戦（ ネパール）
- 2003年3月21日 - ジンジッチ大統領暗殺事件（ セルビア・モンテネグロ）
- 2004年
  - 11月7日 - 治安悪化（ イラク）[7]
  - 12月26日 - スマトラ島沖地震（ スリランカ・ モルディブ）
- 2005年
  - 7月7日 - ロンドン同時爆破事件（ イギリス）
  - 8月28日 - ハリケーン「カトリーナ」直撃（ アメリカ）
  - 11月8日 - 2005年パリ郊外暴動事件（ フランス）
- 2006年2月24日 - クーデター未遂（ フィリピン）
- 2007年
  - 1月12日 - 選挙の延期（ バングラデシュ）[8]
  - 8月25日 - 大規模山火事（ ギリシャ）[9]
  - 11月3日 - パルヴェーズ・ムシャラフの大統領選立候補による騒動（ パキスタン）[10]
  - 11月7日 - 反政府デモ（ グルジア）[11]
- 2008年
  - 1月11日 - 熱帯低気圧による豪雨災害（ フィジー）[12]
  - 2月14日 - 反政府勢力によるンジャメナ襲撃（ チャド）[13]
  - 7月2日 - 選挙結果に対する暴動（ モンゴル）[14]
  - 9月13日 - コレラの感染拡大（ ジンバブエ）[15]
- 2009年
  - 10月24日 - 新型インフルエンザ（H1N1亜型）の感染拡大（ アメリカ）
  - 11月8日 - ハリケーン「イダ」直撃（ ホンジュラス）[16]

### 2010年代
- 2010年
  - 5月23日 - 警察署襲撃事件（ ジャマイカ）[17]
  - 5月27日 - パカヤ噴火（ グアテマラ）[18]
  - 6月12日 - 民族衝突事件（ キルギス）[19]
  - 9月4日 - カンタベリー地震（ ニュージーランド）
  - 12月4日 - 航空管制官ストライキ（ スペイン）[20]
- 2011年
  - 1月14日 - ジャスミン革命（ チュニジア）[21]
  - 3月11日 - 福島第一原子力発電所事故（ 日本）
  - 3月12日 - 福島第二原子力発電所の圧力抑制機能喪失（ 日本）
  - 3月18日 - 反政府デモ（ イエメン）[22]
  - 8月21日 - 治安悪化（ トリニダード・トバゴ）[23]
  - 9月28日 - 干魃（ ツバル）[24]
- 2012年6月10日 - 宗教対立の激化（ ミャンマー）[25]
- 2013年
  - 1月11日 - イスラム武装勢力の台頭（ マリ）[26]
  - 1月28日 - エジプト・サッカー暴動の裁判結果に対する暴動（ エジプト）[27]
  - 2月15日 - チェリャビンスク州隕石落下災害（ ロシア）[28]
  - 5月14日 - テロの多発（ ナイジェリア）[29]
- 2014年
  - 1月20日 - サイクロン「イアン」直撃（ トンガ）[30]
  - 5月15日 - 集中豪雨（ セルビア・ ボスニア・ヘルツェゴビナ）[31]
  - 7月〜8月 - 西アフリカエボラ出血熱の流行
    - 7月31日 -  シエラレオネ[32]
    - 8月6日 -  リベリア[33]
    - 8月8日 -  ナイジェリア[34]
    - 8月13日 -  ギニア[35]
- 2015年
  - 2月10日 - ボコ・ハラムの台頭（ ニジェール）[36]
  - 3月15日 - サイクロン「パム」直撃（ ツバル・ バヌアツ）[37]
  - 3月28日 - エボラ出血熱の再流行（ ギニア）[38]
  - 3月31日 - 台風被害（ ミクロネシア連邦）[39]
  - 7月4日 - ISILによる外国人襲撃事件（ チュニジア）[40]
  - 8月3日 - 洪水（ ミャンマー）[41]
  - 11月14日 - パリ同時多発テロ事件（ フランス）[42]
  - 11月24日 - バス爆破テロ（ チュニジア）[43]
- 2016年
  - 3月9日 - 難民の流入増加（ ハンガリー）[44]
  - 3月16日 - ジカ熱の流行（ マーシャル諸島）[45]
  - 3月22日 - 干魃（ ミクロネシア連邦）[46]
  - 4月30日 - デモ隊の議会突入（ イラク）[47]
  - 5月13日 - クーデター計画（ ベネズエラ）[48]
  - 7月20日 - クーデター未遂（ トルコ）[49]
  - 10月9日 - 反政府デモの多発（ エチオピア）[50]
  - 11月21日 - 干魃（ ボリビア）[51]
- 2017年
  - 1月19日 - 大統領選挙結果を喜ぶデモ（ ガンビア）[52]
  - 3月4日 - マリからのイスラム過激派組織の侵入（ ニジェール）[53]
  - 4月3日 - モコアにおける土石流（ コロンビア）[54]
  - 4月10日 - 連続爆破テロ（ エジプト）[55]
  - 4月21日 - 大雪（ モルドバ）[56]
  - 9月7日 - ハリケーン「イルマ」直撃（ アンティグア・バーブーダ）[57]
  - 9月25日 - マナロ山噴火（ バヌアツ）[58]
  - 9月30日 - ペストの流行（ マダガスカル）[59]
  - 12月1日 - 大統領選挙デモ（ ホンジュラス）[60]
- 2018年
  - 1月18日 - モンテゴ・ベイ市における殺人事件の多発（ ジャマイカ）[61]
  - 2月5日 - 野党の不法な集会（ モルディブ）[62]
  - 2月7日 - 洪水（ ボリビア）[63]
  - 2月12日 - サイクロン「ジータ」接近（ トンガ）[64]
  - 3月6日 - 反ムスリム暴動（ スリランカ）[65]
  - 5月24日 - ソコトラ島のサイクロン被害（ イエメン）[66]
  - 6月25日 - 選挙結果に反対するデモ（ パプアニューギニア）[67]
  - 8月23日 - ハリケーン「レーン」接近（ アメリカ）[68]
  - 9月4日 - 治安悪化（ ベリーズ）[69]
  - 9月13日 - コレラの感染拡大（ ジンバブエ）[70]
- 2019年
  - 1月1日 - 治安悪化（ ブルキナファソ）[71]
  - 2月9日 - ベルーシャ・グバにおけるホッキョクグマの出没回数増加（ ロシア）[72]
  - 2月16日 - メキシコとアメリカの壁建設を目指しドナルド・トランプが発令したもの（ アメリカ）[73]
  - 2月17日 - 洪水に伴う金鉱の浸水（ ジンバブエ）[74]
  - 3月11日 - パンの値上げに反対する暴動（ スーダン）[75]
  - 3月18日 - サイクロン「アイダイ」による壊滅的被害（ マラウイ）[76]
  - 3月19日 - 同（ モザンビーク）[77]
  - 4月23日 - スリランカ連続爆破テロ事件（ スリランカ）[78]
  - 5月7日 - 干魃（ ナミビア）
  - 6月19日 - デング熱の流行（ ホンジュラス）[79]
  - 7月7日 - セント・アンドリューにおける殺人事件の急増（ ジャマイカ）[80]
  - 8月1日 - ジカ熱・デング熱の同時流行（ ペルー）[81]
  - 8月14日 - エヴィア島における大規模山火事（ ギリシャ）[82]
  - 8月15日 - バナナの病気の流行（ コロンビア）[83]
  - 8月18日 - 牧畜民と農耕民の衝突（ チャド）[84]
  - 8月23日 - 大規模森林火災（ ボリビア）[85]
  - 8月30日 - ハリケーン「ドリアン」直撃（ アメリカ）[86]
  - 9月5日 - 麻薬組織による兵士殺害事件（ グアテマラ）[87]
  - 10月4日 - ストライキ過激化（ エクアドル）[88]
  - 10月18日 - チリ暴動（ チリ）[89]
  - 10月24日 - 政権転覆計画（ ボリビア）[90]
  - 11月13日 - ガザ地区からのロケット弾攻撃（ イスラエル）[91]
  - 11月22日 - 洪水（ コンゴ共和国）[92]
  - 11月24日 - バス爆破テロ（ チュニジア）[93]
  - 11月26日 - アルバニア地震（ アルバニア）[94]

### 2020年代
- 2020年
  - 1月26日 - キングストンの治安悪化（ ジャマイカ）[95]
  - 1月〜8月 - 新型コロナウイルス感染症（COVID-19）の世界的な拡大
    - 1月31日 -  イタリア[96]・ ミクロネシア連邦[97]
    - 2月7日 -  マーシャル諸島[98]
    - 2月23日 -  韓国[99]
    - 2月24日 -  アフガニスタン[100]・ キルギス[101]
    - 2月26日 -  リトアニア[102]
    - 3月2日 -  フランス[103]
    - 3月6日 -  グアテマラ[104]
    - 3月7日 -  アイスランド[105]
    - 3月11日 -  ハンガリー[106]・ ボリビア[107]
    - 3月12日 -  アルゼンチン[108]・ チェコ[109]・ ベネズエラ[110]・ ラトビア[111]
    - 3月13日 -  アメリカ[112]・ ウルグアイ[113]・ エストニア[114]・ スペイン[115]・ パナマ[116]・ ブルガリア[117]
    - 3月14日 -  エルサルバドル[118]・ ポーランド[119]・ ホンジュラス[120]・ リビア[121]
    - 3月15日 -  カザフスタン[122]・ スロバキア[123]・ セルビア[124]・ フィリピン[125]・ ペルー[126]・ 南アフリカ[127]・ モルディブ[128]・ レバノン[129]
    - 3月16日 -  アルメニア[130]・ エクアドル[131]・ コスタリカ[132]・ スイス[133]・ スーダン[134]・ パラグアイ[135]・ フィンランド[136]・ ルーマニア[137]
    - 3月17日 -  エスワティニ[138]・ コロンビア[139]・ サントメ・プリンシペ[140]・ ナミビア[141]・ パラオ[142]・ ルクセンブルク[143]
    - 3月18日 -  オーストラリア[144]・ 北マケドニア[145]・ ポルトガル[146]・ レソト[138]
    - 3月19日 -  ドミニカ共和国[147]・ ハイチ[148]
    - 3月20日 -  サモア[149]・ トンガ[150]・ バハマ[151]・ ブラジル[152]・ マラウイ[153]・ モロッコ[154]
    - 3月21日 -  ジョージア[155]
    - 3月22日 -  マダガスカル[156]
    - 3月23日 -  セントルシア[157]
    - 3月24日 -  シエラレオネ[158]・ コンゴ民主共和国[159]・ セネガル[160]・ パプアニューギニア[161]
    - 3月25日 -  グレナダ[157]・ ニュージーランド[162]
    - 3月26日 -  タイ[163]・ バヌアツ[164]・ フィジー[165]
    - 3月27日 -  アンゴラ[166]・ アンティグア・バーブーダ[157]・ ギニア[167]・ セントクリストファー・ネイビス[157]・ ニジェール[168]
    - 3月28日 -  東ティモール[169]
    - 3月30日 -  メキシコ[170]
    - 3月31日 -  赤道ギニア[171]・ ボツワナ[172]
    - 4月1日 -  トーゴ[173]・ ベリーズ[174]・ モザンビーク[175]
    - 4月5日 -  ウクライナ[176]
    - 4月7日 -  日本[177][注釈 2][注釈 3]
    - 4月8日 -  エチオピア[179]・ リベリア[180][注釈 4]
    - 4月10日 -  コートジボワール[181]
    - 4月13日 -  ガボン[182]
    - 4月21日 -  モンゴル[183]
    - 7月25日 -  北朝鮮[184]
    - 8月11日 -  ブータン[185]
    - 日付不明[186][187] -  オーストリア・ キリバス・ ナウル

  - 2月2日 - バッタの大量飛来（ ソマリア）[188]
  - 6月2日 - 原油の流出（ ロシア）[189]
  - 6月25日 - イナゴの大量飛来（ アルゼンチン）[190]
  - 8月5日 - ベイルートの爆発事故（ レバノン）[191]
  - 8月7日 - 燃料の流出（ モーリシャス）[192]
  - 8月23日 - 大規模山火事（ アメリカ）[193]
  - 9月7日 - 洪水（ スーダン）[194]
  - 9月11日 - 性犯罪の増加（ リベリア）[195]
  - 10月以降 - 新型コロナウイルス感染症の再拡大
    - 10月16日 -  フランス[196]
    - 10月25日 -  スペイン[197]
    - 11月9日 -  ポルトガル[198]

  - 10月13日 - 反政府デモ（キルギス）[199]
  - 10月15日 - 反政府デモ（ タイ）[200]
- 2021年
  - 1月以降 - 新型コロナウイルス感染症の再拡大
    - 1月8日 -  日本[注釈 5][203][204]
    - 1月12日 -  マレーシア[205]
    - 4月25日 -  日本[注釈 6][206][207][208][209][210]
    - 7月12日 -  日本[注釈 7]

  - 2月1日 - 2021年ミャンマークーデター（ ミャンマー）
  - 10月25日 - 軍によるクーデター（ スーダン）[212]
  - 11月2日 - 少数民族ティグレ人の勢力と政府軍の戦闘の情勢の緊迫（ エチオピア）[213]
- 2022年
  - 1月5日 - 反政府デモ（ カザフスタン）[214]
  - 2月14日 - 新型コロナウイルス規制に対する抗議のため発生したデモ（ カナダ）[215]
  - 2月24日 - ロシアがウクライナ東部の親ロ派占領地域への派兵を決めたのを受け、ロシア軍の再侵攻に備えて警戒態勢を引き上げたため（ ウクライナ）[216]
  - 4月1日 - 反政府デモ（ スリランカ）[217]
  - 5月6日 - 反政府デモ（ スリランカ）[218]
  - 7月13日 - 反政府デモ（ スリランカ）[219]
  - 8月26日 - パキスタン洪水 (2022年)（ パキスタン）[220]
  - 12月14日 - 反政府デモ（ ペルー）[221]
  - 12月26日 - ニューヨーク州の記録的寒波（ アメリカ合衆国）[222]
- 2024年
  - 1月8日 - ギャングのリーダーが刑務所から脱獄（ エクアドル）[223]。同日には ペルーもエクアドルと接する北側国境に非常事態宣言を発令した[224]。

連邦制諸国や地方分権の進んだ国では、地方政府に非常事態を宣言する権限を与えていることがある。また、特別法は発動しないものの、国際機関や軍、実効支配を確立している武装組織などが注意喚起を目的に宣言を行うことがある。

### 国際機関
国際機関である WHOは、2005年以降大規模な疫病の流行に対して「国際的に懸念される公衆衛生上の緊急事態」を宣言することとしている。発動例は同項目内の「#通告・指定」を参照。

### 地方政府・地方公共団体
- アメリカ：州知事 (アメリカ合衆国)（英語版）・首長に災害に伴う地域内非常事態を宣言する職権がある。主に以下の例がある。
  -  ロサンゼルス：市長が1992年4月30日にロサンゼルス暴動に対して宣言した例。
  -  ルイジアナ州：知事が2005年8月28日にハリケーン・カトリーナに対して発令した例。
  -  テキサス州：知事が2020年6月26日に同州の新型コロナウイルス陽性率が10%を超えたため、ヒューストン地域に発令した例[225]。
- イギリス
  - ロンドン：2021年1月8日、新型コロナウイルスの変異株（系統 B.1.1.7）が制御不能となったとして、「重大インシデント」を発出[226]。
- インドネシア
  -  ジャカルタ特別州：知事に非常事態宣言の権限が与えられている。2020年3月20日には、当時流行していた新型コロナウイルス肺炎に対して非常事態宣言が行われた[227]。
- 日本：地方公共団体や普通地方公共団体が「非常事態宣言」や「緊急事態宣言」を実施することがある。但しこれらは特別法を発動するものではなく、法的拘束力の無い要請や注意喚起に過ぎない。主には、以下の例がある。
  -  宮崎県：2010年（平成22年）5月18日に東国原英夫知事が口蹄疫の流行に対して宣言した例[228]。2021年（令和3年）1月7日に河野俊嗣知事が新型コロナウイルス（COVID-19）の流行に対して宣言した例[229]。
  -  北海道：2020年（令和2年）2月28日に鈴木直道知事が新型コロナウイルス感染症（COVID-19）の流行に対して宣言した[230][231]例。
  -  愛知県：2020年（令和2年）4月10日および同年8月6日に大村秀章知事が新型コロナウイルス感染症（COVID-19）の流行に対して宣言した[232][233]例。
  -  岐阜県：2020年（令和2年）4月10日に新型コロナウイルス感染症流行による愛知県独自の「緊急事態宣言」（上記）にあわせ、県独自の非常事態宣言を発出[234]。また同年7月31日に新型コロナウイルス感染症の感染者が増加してきたため、8月末まで県独自の第2波非常事態（非常事態宣言）を発出した[235]。
  -  三重県：2020年（令和2年）4月10日に新型コロナウイルス感染症流行による愛知県独自の「緊急事態宣言」（上記）にあわせ、県独自の感染拡大阻止緊急宣言を発出[234]。また同年8月3日から8月16日まで県独自の緊急警戒宣言を発出した[236]。
  -  栃木県
    - 栃木市：2020年（令和2年）4月18日に大川秀子市長が市内の新型コロナウイルス感染症（COVID-19）の感染者が県内で2番目に多く、人口10万人当たりの割合が県内で1番高い状況を踏まえて、市独自の非常事態を宣言 。手洗いや咳エチケット、マスク着用や外出自粛を要請。
    - 那須地区：2020年（令和2年）4月24日に那須塩原市が新型コロナウイルス感染症（COVID-19）の流行に対して宣言。27日には大田原市と那須町が同様の理由で宣言した。28日にはこれら3市町の首長が那須塩原市役所にて対策を協議し、共同非常事態宣言を連名で発表した。道の駅の完全封鎖など足並みを揃えた形で、津久井富雄大田原市長は「共同戦線を張り、3市町で連携していく」と述べた[237]。

  -  沖縄県：2020年（令和2年）7月31日に新型コロナウイルス感染症の感染者が増加してきたため、8月1日から9月5日まで県独自の緊急事態宣言を発出した[238][239][240]。
  -  福岡県：2020年（令和2年）8月5日、新型インフルエンザ等対策特別措置法第24条第9項に基づき8月8日から8月21日まで感染症対策不十分な店に休業協力要請や県民に対して会食や飲み会制限する「福岡コロナ警報」を発動する[241]。10月8日解除となった[242]が、12月12日再発動[243]。
  -  岡山県：2020年（令和2年）12月21日に新型コロナウイルス感染症の感染者が増加してきたため、県独自の医療非常事態宣言を発出する[244]。
  -  宮城県：2021年（令和3年）3月18日に新型コロナウイルス感染症の感染者が増加してきたため、この日から4月11日まで、県内全域に県独自の緊急事態宣言を発出した[245]。
  -  山形県
    - 山形市：2021年（令和3年）3月22日から4月11日まで、独自の緊急事態宣言を発出[246]。
    - 寒河江市：2021年（令和3年）3月27日から4月11日まで、独自の緊急事態宣言を発出[247]。

  -  福井県：2021年（令和3年）4月22日、5月13日までの期間で、県内全域に県独自の緊急事態宣言を発出した[248]。
  -  石川県：2021年（令和3年）5月10日、5月31日までの期間で、県内全域に県独自の緊急事態宣言を発出した[249]。
  -  石川県：2024年（令和6年）1月6日、能登半島地震についてこれまでにない未曽有の大災害だとして、県庁としての非常事態を宣言した[250]。

### 軍
- タイ王国：2014年のタイ軍事クーデターではタイ王国軍が独自に非常事態宣言を行った。

### 武装組織
- イエメン：2017年5月、同国の武装組織フーシがコレラの流行が深刻化したことを踏まえて「非常事態宣言」をした[251]。